# Kategoria e Parë 1957
Die Kategoria e Parë 1957 (sinngemäß: Erste Liga) war die 20. Austragung der albanischen Fußballmeisterschaft und wurde vom nationalen Fußballverband Federata Shqiptare e Futbollit ausgerichtet. Die Saison begann am 10. März und endete am 3. Juli 1957.

## Saisonverlauf
Im Vergleich zur vergangenen Spielzeit 1956 umfasste die Liga statt neun nur noch acht Teams. 1956 waren Puna Shkodra und Puna Elbasan abgestiegen, für 1957 stieg aus der damals noch zweitklassigen Kategoria e dytë Spartaku Tirana nach einjähriger Abstinenz wieder in die Kategoria e Parë auf. Titelverteidiger war KS Dinamo Tirana.
Die Meisterschaft wurde in einer regulären Spielzeit mit Hin- und Rückrunde ausgetragen. Jedes Team trat zwei Mal gegen jede andere Mannschaft an. Der Tabellen-Siebte musste Relegationsspiele gegen den Zweiten der Kategoria e dytë absolvieren, der Tabellenletzte stieg direkt in die zweite Liga ab.
Insgesamt fielen 171 Tore, was einem Schnitt von 3,0 Treffern pro Partie entspricht. Torschützenkönig mit 11 Treffern wurde zum siebten Mal Refik Resmja von Partizani Tirana.
Nach Abschluss der regulären Saison lagen Partizani Tirana und Titelverteidiger Dinamo Tirana punktgleich an der Spitze der Tabelle. Da der direkte Vergleich unentschieden ausgegangen war, mussten beide ein Entscheidungsspiel um den Titel bestreiten. Die beiden Hauptstadtklubs distanzierten Puna Korça um sechs und Rekordmeister Puna Tirana um sieben Zähler. Puna Vlora auf Rang fünf und Puna Durrës auf dem folgenden Platz konnten den Relegationsplatz gegenüber Puna Kavaja vermeiden. Direktabsteiger in die Kategoria e dytë war Aufsteiger Spartaku Tirana, das sieglos und abgeschlagen am Tabellenende lag.

## Vereine
| Verein              | Logo                     | Stadt  |
| ------------------- | ------------------------ | ------ |
| Puna Durrës         | Logo Teuta Durrës        | Durrës |
| Puna Korça          | Logo Skënderbeu          | Korça  |
| Puna Tirana         | Logo SK Tirana           | Tirana |
| Puna Vlora          | Logo Flamurtari Vlora    | Vlora  |
| FK Partizani Tirana | Logo FK Partizani Tirana | Tirana |
| KS Dinamo Tirana    | Logo Dinamo Tirana       | Tirana |
| Puna Kavaja         | Logo KS Besa Kavajë      | Kavaja |
| Spartaku Tirana     |                          | Tirana |

## Abschlusstabelle
| Pl. | Verein               | Sp. | S  | U | N  | Tore    | Quote | Punkte |
| --- | -------------------- | --- | -- | - | -- | ------- | ----- | ------ |
| 1.  | FK Partizani Tirana  | 14  | 10 | 3 | 1  | 028:700 | 4,00  | 23:50  |
| 2.  | KS Dinamo Tirana (M) | 14  | 11 | 1 | 2  | 033:800 | 4,13  | 23:50  |
| 3.  | Puna Korça           | 14  | 7  | 3 | 4  | 017:150 | 1,13  | 17:11  |
| 4.  | Puna Tirana          | 14  | 5  | 6 | 3  | 022:170 | 1,29  | 16:12  |
| 5.  | Puna Vlora           | 14  | 4  | 4 | 6  | 020:280 | 0,71  | 12:16  |
| 6.  | Puna Durrës          | 14  | 5  | 1 | 8  | 025:230 | 1,09  | 11:17  |
| 7.  | Puna Kavaja          | 14  | 3  | 2 | 9  | 016:350 | 0,46  | 08:20  |
| 8.  | Spartaku Tirana (N)  | 14  | 0  | 2 | 12 | 006:340 | 0,18  | 02:26  |

| (M) | amtierender albanischer Meister |
| (N) | Neuaufsteiger                   |

## Kreuztabelle
| 1957                | FK Partizani Tirana | KS Dinamo Tirana | Puna Korça | Puna Tirana | Puna Vlora | Puna Durrës | Puna Kavaja | Spartaku Tirana |
| FK Partizani Tirana |                     | 1:0              | 0:0        | 2:1         | 5:1        | 2:0         | 6:2         | 3:0             |
| KS Dinamo Tirana    | 1:2                 |                  | 3:0        | 3:1         | 3:0        | 3:1         | 3:0         | 3:0             |
| Puna Korça          | 1:0                 | 0:2              |            | 1:1         | 2:2        | 3:2         | 2:0         | 2:1             |
| Puna Tirana         | 0:0                 | 1:1              | 1:0        |             | 2:1        | 2:1         | 2:0         | 6:0             |
| Puna Vlora          | 1:2                 | 1:4              | 2:1        | 1:1         |            | 1:0         | 3:3         | 3:1             |
| Puna Durrës         | 0:1                 | 1:3              | 0:2        | 5:2         | 2:2        |             | 4:0         | 4:0             |
| Puna Kavaja         | 0:4                 | 0:3              | 1:2        | 1:1         | 2:1        | 1:2         |             | 3:0             |
| Spartaku Tirana     | 0:0                 | 0:1              | 0:1        | 1:1         | 0:1        | 1:3         | 2:3         |                 |

## Entscheidungsspiele
Meisterschafts-Play-off
Im Entscheidungsspiel um den Titel setzte sich Partizani Tirana mit 3:1 gegen Rekordmeister und Titelverteidiger Dinamo Tirana durch und errang damit die fünfte Meisterschaft der Vereinsgeschichte.
| Datum        |                  | Ergebnis |                  | Ort    |
| ------------ | ---------------- | -------- | ---------------- | ------ |
| 3. Juli 1957 | Partizani Tirana | 3:1      | KS Dinamo Tirana | Tirana |

Relegation
Am 21. Juni fand in Tirana das erste Relegationsspiel zwischen dem Siebten der Kategoria e Parë, Puna Kavaja, und dem Zweiten der Kategoria e dytë, Puna Berat, statt. Berat, im Vorjahr aus der ersten Liga abgestiegen, gewann die Partie mit 2:0. Doch Kavaja behielt im zweiten Match zwei Tage später mit 3:1 Oberhand. Da beide Teams einmal gewonnen hatten, wurde zur Entscheidung ein drittes Spiel ausgetragen. Kavaja siegte souverän mit 4:1 und sicherte sich den Klassenerhalt.
| Datum         |             | Ergebnis |            | Ort    |
| ------------- | ----------- | -------- | ---------- | ------ |
| 21. Juni 1957 | Puna Kavaja | 0:2      | Puna Berat | Tirana |
| 23. Juni 1957 | Puna Kavaja | 3:1      | Puna Berat | Tirana |
| Gesamt:       | Puna Kavaja | 3:3      | Puna Berat |        |

| Datum         |             | Ergebnis |            | Ort    |
| ------------- | ----------- | -------- | ---------- | ------ |
| 25. Juni 1957 | Puna Kavaja | 4:1      | Puna Berat | Tirana |

## Die Mannschaft des Meisters Partizani Tirana
| 1.                       | Partizani Tirana |
| Logo FK Partizani Tirana | Sulejman Maliqati, Fatbardh Deliallisi, Besim Fagu, Mico Papadhopulli, Tafil Baci, Gani Merja, Kolec Kraja, Mico Ndini, Roza Haxhiu, Refik Resmja, Simon Deda, Lin Shllaku, Nexhmedin Caushi, Shefqet Topi, Muharrem Karranxha, Nuri Bylyku, Fadil Vogli, Robert Jashari – Trainer: Rexhep Spahiu. |